# 大阪市交通局1000形電車
大阪市交通局1000形電車（おおさかしこうつうきょく1000がたでんしゃ）は、大阪市交通局が製造していた通勤形電車である。製造期間は1953年（昭和28年）から1956年（昭和31年）。

## 概要
1000形は、製造時期によって大きく車体形状が異なる事から、「1000A形」と「1000B形」の2グループに区別される。
「1000A形」は、市営地下鉄1号線（現・御堂筋線）の4両編成化に備えて、1953年（昭和28年）から1954年（昭和29年）に19両が製造された。うち、1001 - 1003・1009・1010・1015 - 1017が近畿車輛で、1004 - 1006・1011・1012・1018・1019が川崎車輛で、1007・1008・1013・1014が日本車輌製造でそれぞれ製造された。
「1000B形」は、市営地下鉄3号線（現・四つ橋線）の岸里駅延伸開業に備えて、1956年（昭和31年）に、1020 - 1023の4両が近畿車輛で製造された。

## 車体
「1000A形」は、基本設計は600形と同様であるが、屋根が張上屋根となり、また100形から採用されていた、「安全畳垣」と呼ばれる折りたたみ式の転落防止柵が廃止された。さらに車体の軽量化が図られ、従来車よりも数トン軽くなった。
「1000B形」は、前面に方向幕が採用され、前照灯は2灯化された。また、315号車で試用されたファンデリアが正式採用され、屋根にはダクトが取り付けられた。また車内灯として蛍光灯が初めて採用された。この結果、「1000A形」とは外観が大きく異なるとともに、1100形の原型となるスタイルを確立した。

## 主要機器
それまでの車両は、1,500Vへの昇圧と付随車の連結を考慮した設計であったが、1000形ではそれを放棄して設計された。

### 主電動機
主電動機は、芝浦製作所製SE-178を吊り掛け式に裝架した。モーターの性能が強化されたこともあって、歯数比が従来の車両の3.05から4.12に変更された。また、設計段階においてはカルダン駆動方式の採用も検討されたが、当形式では見送られた。

### 制御器
制御器は、東洋電機製造ES-577電動カム軸式自動加速制御器が採用された。この制御器は力行17段、発電制動15段という構成で、多段制御を採用する事によって乗り心地の改善を図った。

### 制動装置
600形まで採用していた、ウェスティングハウス・エアブレーキ社設計のU-5自在弁を使用する三菱造船所製AMU自動空気ブレーキは、性能は優れているものの、保守面で問題があった為、本形式からは、U-5自在弁をA動作弁に変更したAMAR方式を採用する事となった。その結果、600形以前の車両とは連結出来なくなった。

### 台車
従来の一体鋳鋼イコライザー台車から、軸ばね式鋳鋼製の住友製鋼所製のFS-12を採用した。

## 運用
1000形単独で編成を組んで使用されていた。1957年（昭和32年）に1006号車が出火により焼損したが、翌年近畿車輛で復旧工事を行った。この時、「1000B形」に準じた車体で復旧され、車番も1024に改番された。1960年（昭和35年）の1号線7両編成化の際、5000形の併結相手に選ばれ、1012 - 1024の14両が、制動装置を5000形に合せてHSC化改造された。
室内灯が蛍光灯ではなかった「1000A形」については、1964年（昭和39年）に蛍光灯化されている。

## 終焉
1970年（昭和45年）の日本万国博覧会に向けての1号線輸送力増強の一環として、1号線在籍の旧型車は新造の30系で置き換えられることとなった。この際、比較的車齢の若い1000形については、付随車化の上、1100形や1200形の中間車として使用するなどの転用策が検討されたが、結局廃車処分する事となり、1970年（昭和45年）から1971年（昭和46年）にかけて廃車解体された。特に1000B形は製造から14 - 15年で廃車、短命の鉄道車両となってしまった。